# Abdelbasset Hannachi
Abdelbasset Hannachi (* 2. Februar 1985) ist ein ehemaliger algerischer Radrennfahrer.

## Sportliche Laufbahn
2003, 2006 und 2009 wurde Abdelbasset Hannachi arabischer Meister im Straßenrennen. Bei den B-Weltmeisterschaften 2007 in Kapstadt gewann er die Silbermedaille im 1000-m-Zeitfahren auf der Bahn.
2011 fuhr Hannachi fuhr das deutsche TT Raiko Argon 18. Eine Zusammenarbeit über dieses Jahr hinaus scheiterte daran, dass er von der deutschen Botschaft in Algier kein Visum für Deutschland erhielt und deshalb keine Rennen in Europa bestreiten konnte.
2014 wurde er nationaler Straßenmeister. 2016 startete Hannachi bei den Afrikameisterschaften auf der Bahn und gewann in vier Disziplinen jeweils eine Silbermedaille. Im selben Jahr beendete er seine Radsportlaufbahn.

## Erfolge

### Straße
2003
- Arabischer Meister – Straßenrennen

2006
- Arabischer Meister – Straßenrennen

2007
- eine Etappe Tour des Aéroports

2008
- International Grand Prix Losail

2009
- Arabischer Meister – Straßenrennen
- eine Etappe Presidential Cycling Tour of Iran
- eine Etappe Tour of East Java

2010
- zwei Etappen Tour of Libya

2011
- Sprintwertung Tour du Faso

2013
- eine Etappe Fenkel Northern Redsea
- eine Etappe Tour of Eritrea
- eine Etappe Tour d’Algérie
- eine Etappe Tour de Tipaza
- zwei Etappen Tour du Faso

2014
- eine Etappe Tour du Maroc
- Algerischer Meister – Straßenrennen

2015
- zwei Etappen Tour Internationale d’Annaba
- Criterium International de Blida

### Bahn
2007
- B-Weltmeisterschaft – 1000-Meter-Zeitfahren

2016
- Afrikameisterschaft – 1000-Meter-Zeitfahren, Einerverfolgung, Teamsprint (mit Yazine Hamza und El Khacib Sasanne), Mannschaftsverfolgung (mit Mohamed el Mahdi Seguouini, El Khacib Sassane und Abderrahmane Mehdi Hamza)

## Teams
- 2008 Doha Team
- 2009 Doha Team
- 2010 Team Medscheme
- 2011 TT Raiko Argon 18
- 2012 Groupement Sportif Pétrolier Algérie
- 2013 Groupement Sportif Pétrolier Algérie
- 2014 Groupement Sportif des Pétrolier Algérie
- 2015 Groupement Sportif des Pétrolier Algérie
- 2016 Sharjah Team